# Celeste Plak
Celeste Plak (ur. 26 października 1995 w Tuitjenhorn) – holenderska siatkarka pochodzenia surinamskiego, reprezentantka kraju, grająca na pozycji przyjmującej.
Jest córką surinamskiego mistrza świata w kickboxingu Kennetha Plaka i holenderskiej siatkarki o imieniu Karin. Jej młodszy brat Fabian, również jest siatkarzem.

## Sukcesy klubowe
Puchar Holandii:
- 2013

Mistrzostwo Holandii:
- 2014

Puchar Włoch:
- 2016, 2018, 2019

Mistrzostwo Włoch:
- 2017
- 2018, 2019

Superpuchar Włoch:
- 2017

Liga Mistrzyń:
- 2019

Superpuchar Brazylii:
- 2024[6]

Klubowe Mistrzostwa Ameryki Południowej:
- 2025[7]

## Sukcesy reprezentacyjne
Volley Masters Montreux:
- 2015

Mistrzostwa Europy:
- 2015, 2017
- 2023[8]

Grand Prix:
- 2016

## Nagrody indywidualne
- 2016: MVP Pucharu Włoch